# Житије деспота Стефана Лазаревића
Житије деспота Стефана Лазаревића је житије српског деспота Стефана Лазаревића, које је између 1432. и 1439. године написао деспотов савременик и сарадник Константина Костенечки, звани Филозоф.
Аутор у акростиху (крајегранесију) открива своје име и назива себе „преводником“. Константинов преводилачки рад посведочен је и потписом на преводу Тумачења Песме над песмама Теодорита Кирског, као што то показује наслов српскословенског текста: „От Песнеј соломонских протлковано Теодоритом епископом Киру. Преведено Константином Филозофом, учитељем србским“. Извесне филолошке и културноисторијске појединости и околности упућују на Константина и као преводиоца неколико природословних и земљописних списа. Филозоф је, вероватно, превео познати кратки опис путовања у Палестину. Константину се с правом приписује четрдесет пет краћих космографских и географских одломака („слова“) о земљи, водама, морима, облацима, ваздуху, огњу, граду, муњи, грому, земљотресу, небесима, звездама, сунцу, месецу, кометама, дуги и сл.

## Историја
Константин сведочи да је и код средњовековног човека, изгледа, постојала идеја да особено јединство различитих услова и прилика ствара личности које су управо производ таквог особеног јединства. Описавши поступно природу српске земље па људе у њој, Константин у Житију деспота Стефана закључује како је све ово родило („породише“) Светога Симеона и Светога Саву: „Ови породише и велике Симеона и Саву, велико и часно слушање и причање који су превазишли сву човечију природу“. Познато је, уз то, да су велики ратни сукоби и невоље одређивали нове просторе српском народу. Оваква померања обично су угрожавала домаћу традицију и разбијала простор. Узроци очувања традиције и простора леже у природи промене средине. Српски народ у средњем веку није из основе променио географску средину. Вршила су се само померања која су чинила трајнији ток и који је имао природну припрему и особене трагове. Напуштањем једне средине није нестајало и све што је створено на њој. Као што ни долазак у нову средину није представљао освајање потпуно непознатог.
У овоме смислу очигледан је, рецимо, пример државе кнеза Лазара. Владар нове кнежевине померио је своје области на север, у плодне моравске крајеве. После 1380. године своју власт је проширио све до обале Саве. Мачва, област уз десну обалу Саве, позната као „онострани Срем“, припадала је, углавном, угарским господарима. Пре кнеза Лазара ове крајеве је држао само још један српски владар — краљ Драгутин (1284—1316), који је мачванску бановину добио од свог шурака Ладислава IV. Мачва је, међутим, већ почетком XIII века била област у којој је православље било чврсто укорењено и где угарска државна власт није била довољно чврста да би се могло приступити свеобухватном верском преобраћивању становништва у католицизам. У деловима Лазареве западне Србије, уз Западну Мораву, према Дрини и Мачви, у градитељству је главну улогу играла „необично јака традиција рашке архитектонске школе“. А Рашка школа стилски претходи Моравској, и временски — добу кнеза Лазара.
Пре него што је Лазар подигао Крушевац и престоницу у њему (1371), у овим крајевима су већ од краја XII и почетка XIII века постојали поседи удаљених манастира, као што су Студеница и Жича. Када је почетком XV века деспот Стефан Лазаревић као вазал угарског краља Жигмунда добио мачванску бановину, „србијанска Посавина постала је мост који спаја Србију и Угарску“. Сада је Сава спајала мачванску страну са имањима и градовима Купиново (Купиник), Земун, Митровица и Сланкамен, које је од краља Жигмунда добио, вероватно, још деспот Стефан и касније их наследио његов сестрић Ђурђе Бранковић. Већ у Ђурђево време уочава се већи број Срба у Срему. Тако, када је један папски инквизитор дошао 1438. године у Срем у мисију, запазио је приличан број Срба на Фрушкој гори, нарочито око Каменице и Беочина.
После пада деспотовине многи српски господари добили су више поседа у Срему и другим крајевима преко Саве и Дунава. Јак талас пресељавања преко Саве у сремску равницу може се пратити већ после неколико година, када је деспот Вук Гргуревић (Змај деспот Вук), син ослепљеног Гргура и унук деспота Ђурђа, прешао на угарску страну. Падом деспотовине 1459. године и доласком Турака настају нередовни и невољни услови за духовни живот, књижевност и уметност. Српски народ који није напуштао завичај, морао је да се прилагоди на борбу и свакодневни живот под турском владавином. Јак и одлучујући чинилац у одржавању духовне и националне свести и сада остају — црква и српскословенски језик.

## О делу
Јунаци и писци из античке старине највише су испунили Константиново Житије деспота Стефана Лазаревића (после 1433). На страницама Константиновог дела срећу се имена Хомера, Платона, Аристотела, Креза, Темистокла, Ксеркса, Александра Великог, Дарија и других знаменитих личности античког света. Знања о древном свету Хелена Константин Филозоф црпи углавном из „друге руке“, преко византијских извора, као што су то показала досадашња проучавања. Наравно, то није сметало Филозофу да се упозна са животом јунака и писаца „старих Јелина“. Преко византијског посредника, на пример, Константин се послужио Херодотовом причом о краљу Крису (Крезу). Константинов поступак јасно се може пратити када приповедачку и ликовну целину гради помоћу античких јунака. Тако, испред описа Стефановог порекла, живота и земље Константин се сећа старих Хелена — историчара Тукидида, филозофа Аристотела и Платона, Хермеса Трисмегиста (српскословенски „Јермис Тривелики"), Астаксиса (српскословенски „Стајик“), египатског цара Тулиса и митског певача Орфеја. Основна мисао о античким мислиоцима као навестиоцима и пророцима хришћанства, негована нарочито у Византији, постаје основа даљег грађења деспотовог лика:
„Јер ако и процветаше у многим варварским земљама изабрани сасуди, у којима Господ са Оцем обитељ створи (Јован 14,23), али нису се и у човечанским [делима] тако светлили, тако да би превазилазили старе Јелине, у храбрости и питањима и одговорима и осталом, чиме се [ови] нарочито одликоваху и пророковаху пре пророка, јер се подигоше да изнађу човечије ствари, затим ваздушне и највише. Зато и Бог овима [Јелинима] пројављиваше од чести да се дотакну истине. Јер Тукидид рече: ’Једно три и триједно бестелесно’. У слици [ово] је [света] Тројица. А Аристотел: да је природа бића Божјега вечна, а нема почетка, од кога најкрепкије Слово постаје. А Јермис Тривелики [каже]: ’Заклињем те, небо, дело Бога великога, заклињем те гласом очевим, који унапред јави пре него што утврди цео свет, заклињем те у јединородно његово Слово и Дух’. А Стајик кликну: ’Поштујмо Марију као ону која је добро сакрила тајну, јер од ње ће се родити Христос’. А Тулидос рече: ’Прво Бог, затим Слово и Дух с њиме’. Платон и Орфис то [исто кажу] и остали“.
Говорећи о Стефановим моралним и духовним особинама још из младости, Константин у читав приказ уграђује примере из хеленске историје. Да би код Стефана показао античко јединство мудрости и храбрости, Филозоф полази од велике моћи мудрости, разборитог промишљања, разборитости, која често превазилази војевање и оружје. Ликови античких војсковођа и јунака симболишу те највише владарске врлине — краљ Кир, утемељивач јаке персијске државе и далековиди освајач, или мудри атински државник Темистокле, победник краља Ксеркса и његове персијске флоте:
„Много пута где нису успеле војске, које су се потрудиле, и оружје многих лађа, ту је успевала једино мудрост. Примере за ово имамо многе свуда: заузеће великих и предивних градова Вавилона и Троје, Кир када брзо нападе на Асирце и Јелине, када ради жене Менелајеве Јелене Троју разорише, и Темистокле победи Персијанце лађама и натера Ксеркса у бег, комарац жестокога онога лава, и много таково може се наћи. И пошто чистота чисти душу, и храброст згодно спојена са добром ученошћу, и стопивши се уједно остаје недељиво, и увек успева и такорећи постаје природа (урођено). Све ово се и овде [у Стефану] састави као убељење и сложеност врлина.“
За Хомера (Омира) код Срба је могло да се сазна већ у најстаријим преписима Житија светога Константина — Ћирила или Александриде. Константин Филозоф је изгледа познавао Хомерове спевове, што се јасно види у два поређења.
Филозоф познаје и јунаке хеленске митологије. Повратак деспота после измирења са Сулејманом, на пример, пореди са снагом ветра, оличеном у богу Еолу (на српскословенском Коилу):
„Дошавши у своје отачаство као Коил, изишавши из дубоких шумских гора ужасно долази огањ дишући и ужасавајући ближње и даљње.“
После другог одласка у Цариград, када је напуштао византијску престоницу, Стефанов испраћај је приказан са наглашеним сећањем на „звучне“ символе антике (чудотворна песма сирена, живот муза испуњен песмом, славни митски певач и свирач Орфеј):
„А када је деспот излазио из града, множина народа ликовала је и клицала, сиренским гласовима и језиком, и излажаше трубни глас, којим и музе у старини побеђиваху и камење се покреташе Орфејевим песмама.“

## О Деспоту Стефану
Деспот Стефан, син кнеза Лазара, био је владар великих способности и дара за уметност, посебно књижевност. У наследству му је остало пропало српско царство, на чијим је рушевинама створио моћну деспотовину. Као владара красила га је мудрост, а као војсковођу храброст и витештво. Српска држава је после Косовске битке трајала још седамдесет година управо заслугом и умећем деспота Стефана. Писац песме „Слово љубве“, градитељ Манасије, поборник књижевности и уметности, Стефан Лазаревић учествовао је у више битака него иједан његов претходник на српском трону. Колико су државнички успеси били плод његовог политичког умећа и снаге великог витеза, толико су његови књижевни домети били резултат његовог дара, префињености и високе, немањићке културе. То му је обезбедило да у српској историји буде овековечен као храбар, али и мудар владалац, Деспот Стефан се и у историји, а и у делу Константина Филозофа приказује као свестрана особа – као човек, ратник, витез, државник и дипломата. Деспотови успеси се не објашњавају божјом помоћи него мудрости, личном храброшћу и вештином војевања. Житије – најпопуларнији и најразвијенији жанр српске средњовековне књижевности. Житије је инспирисано античким биографијама. Оно приказује живот и подвиге светитеља.